# Абдуллин, Ильгиз Галеевич
Ильгиз Галеевич Абдуллин (1940—2008) — советский и российский инженер и ученый, доктор технических наук (1989), профессор (1990).
Автор более 230 научных трудов по коррозионно-механической прочности и долговечности металлических конструкций, включая монографии, а также 14 изобретений.

## Биография
Родился 14 июля 1940 года в Уфе.
В 1957 году с серебряной медалью окончил Уфимскую среднюю школу № 10, и в том же году поступил на факультет «Авиационные двигатели» Уфимского авиационного института (ныне Уфимский государственный авиационный технический университет), который окончил в 1962 году. По окончании вуза работал в уфимском ОКБ «Гидромеханика» Минавиапрома СССР. Здесь избирался членом Совета молодых специалистов, а также комсомольского и профсоюзного бюро.
В 1972 году окончил аспирантуру Уфимского нефтяного института. В 1973 году защитил кандидатскую диссертацию на тему «Исследование влияния напряженного состояния карбоната кальция на его стойкость в кислых растворах».В 1969—2008 годах работал в Уфимском нефтяном институте (УНИ, ныне Уфимский государственный нефтяной технический университет): младший научный сотрудник НИС, старший научный сотрудник НИС, заместитель заведующего кафедрой по научной работе (с 1975 года), доцент (с апреля 1977 года). С 1980 года был заведующим кафедрой материаловедения и защиты от коррозии, сменив на этой должности профессора Э. М. Гутмана, который перешел на работу во ВНИИГАЗ (Москва).
Одновременно с 1994 года Абдуллин являлся директором Института дополнительного профессионального образования. С 1980 года также являлся ученым секретарем республиканского межведомственного Комитета по защите металлов от коррозии. Совмещал учебную работу с научно-исследовательской, являясь научным руководителем госбюджетных и хоздоговорных научно-исследовательских работ, выполняемых на кафедре. В 1994, 1997, 1998 годах учёный стажировался в Австрии, Венгрии, Англии и Китае. В период в 1981 по 2004 год под его научным руководством было подготовлено и защищено 10 кандидатских диссертаций.
В 1989 году Ильгиз Галеевич защитил докторскую диссертацию на тему «Повышение долговечности напряженных нефтегазовых трубопроводов в условиях воздействия грунтовых и транспортируемых активных сред», в 1990 году ему было присвоено ученое звание профессора, а в 2000 году — действительного члена Академии наук. Научная деятельность Ильгиза Галеевича Абдуллина была связана с теорией и практикой обеспечения коррозионной стойкости и коррозионно-механической прочности, надежности и долговечности нефтегазотранспортных трубопроводных систем и других объектов нефтегазовой, нефтехимической, нефтеперерабатывающей, а также машиностроительной отраслей промышленности.
Умер 18 июля 2008 года в Уфе.
Отличник высшего образования СССР (1983), Заслуженный деятель науки РФ (1998), награждён медалями. Также был награждён знаком «Победитель социалистического соревнования» (1975) и знаком «За отличные успехи в работе» Минвуза СССР.